# Prochilodontidae
I Prochilodontidae sono una famiglia di pesci ossei d'acqua dolce dell'ordine Characiformes.

## Distribuzione e habitat
L'areale della famiglia comprende gran parte dell'America Meridionale tropicale eccettuata le regioni situate a ovest delle Ande a sud dell'Ecuador. Sono comuni nel Rio delle Amazzoni e negli altri fiumi della foresta amazzonica. Popolano ambienti vari dalle acque ferme e paludose a torrenti collinari con acque a corrente vivace. Sono presenti anche nelle foreste allagate stagionalmente.

## Descrizione
La principale differenza tra i Prochilodontidae e gli altri Characiformes è nella struttura della bocca, che è dotata di labbra molto carnose e di due serie di denti piuttosto piccoli, mobili e a forma di spatola. Quando viene protratta la bocca forma una sorta di disco con una corona circolare di denti. Questi pesci hanno aspetto robusto, scaglie grandi e labbra carnose. La pinna dorsale ha anteriormente una spina obliqua che in alcuni generi può essere biforcuta. I Semaprochilodus, tranne gli individui molto grandi, hanno delle vistose strie scure sulla pinna anale e la pinna caudale. Sebbene i tre generi abbiano caratteri differenziali evidenti le specie all'interno dei generi possono essere estremamente simili le une alle altre e molto difficili da distinguere.
Ichthyoelephas longirostris e Prochilodus lineatus raggiungono 80 cm di lunghezza e sono le specie più grandi.

## Biologia
I membri di questa famiglia spesso dominano numericamente gli ambienti in cui vivono. Sono pesci migratori che si spostano sia per motivi riproduttivi che per raggiungere le località di alimentazione. Alcuni individui possono percorrere fino a 1 500 km in una sola migrazione. Sono nuotatori molto forti e ottimi saltatori, capaci di superare rapide e piccole cascate.

### Alimentazione
Questi pesci sono detritivori, si nutrono di particelle organiche presenti sia sul fondo che sulla patina di alghe, cianobatteri e detrito che ricopre le superfici subacquee.

## Pesca
La pesca commerciale dei Prochilodontidae è estremamente importante in tutto l'areale. Ad esempio nel Rio Negro due specie di Semaprochilodus rappresentano il 90% del pescato; nel fiume Uruguay il 95% del pescato è rappresentato dai membri di questa famiglia, che ammonta anche all'86% del pesce sbarcato dalle marinerie del Río de la Plata. Esistono anche tentativi di allevamento in piscicoltura.

## Tassonomia
La tassonomia di questa famiglia è stata chiarita solo nel XXI secolo, negli studi precedenti è spesso assai confusa.

### Generi e specie
- Genere Ichthyoelephas
  - Ichthyoelephas humeralis
  - Ichthyoelephas longirostris
- Genere Prochilodus
  - Prochilodus argenteus
  - Prochilodus brevis
  - Prochilodus britskii
  - Prochilodus costatus
  - Prochilodus hartii
  - Prochilodus lacustris
  - Prochilodus lineatus
  - Prochilodus magdalenae
  - Prochilodus mariae
  - Prochilodus nigricans
  - Prochilodus reticulatus
  - Prochilodus rubrotaeniatus
  - Prochilodus vimboides
- Genere Semaprochilodus
  - Semaprochilodus brama
  - Semaprochilodus insignis
  - Semaprochilodus kneri
  - Semaprochilodus laticeps
  - Semaprochilodus taeniurus
  - Semaprochilodus varii[2]